# Krems an der Donau
Krems an der Donau (cz. Kremže) – statutarne miasto powiatowe w północno-wschodniej Austrii, w kraju związkowym Dolna Austria, siedziba powiatu Krems-Land do którego jednak nie należy. Port przy ujściu rzeki Große Krems do Dunaju. Liczy 24 085 mieszkańców (1 stycznia 2014). Miasto jest na liście Światowego Dziedzictwa Kulturalnego i Przyrodniczego UNESCO.

## Historia

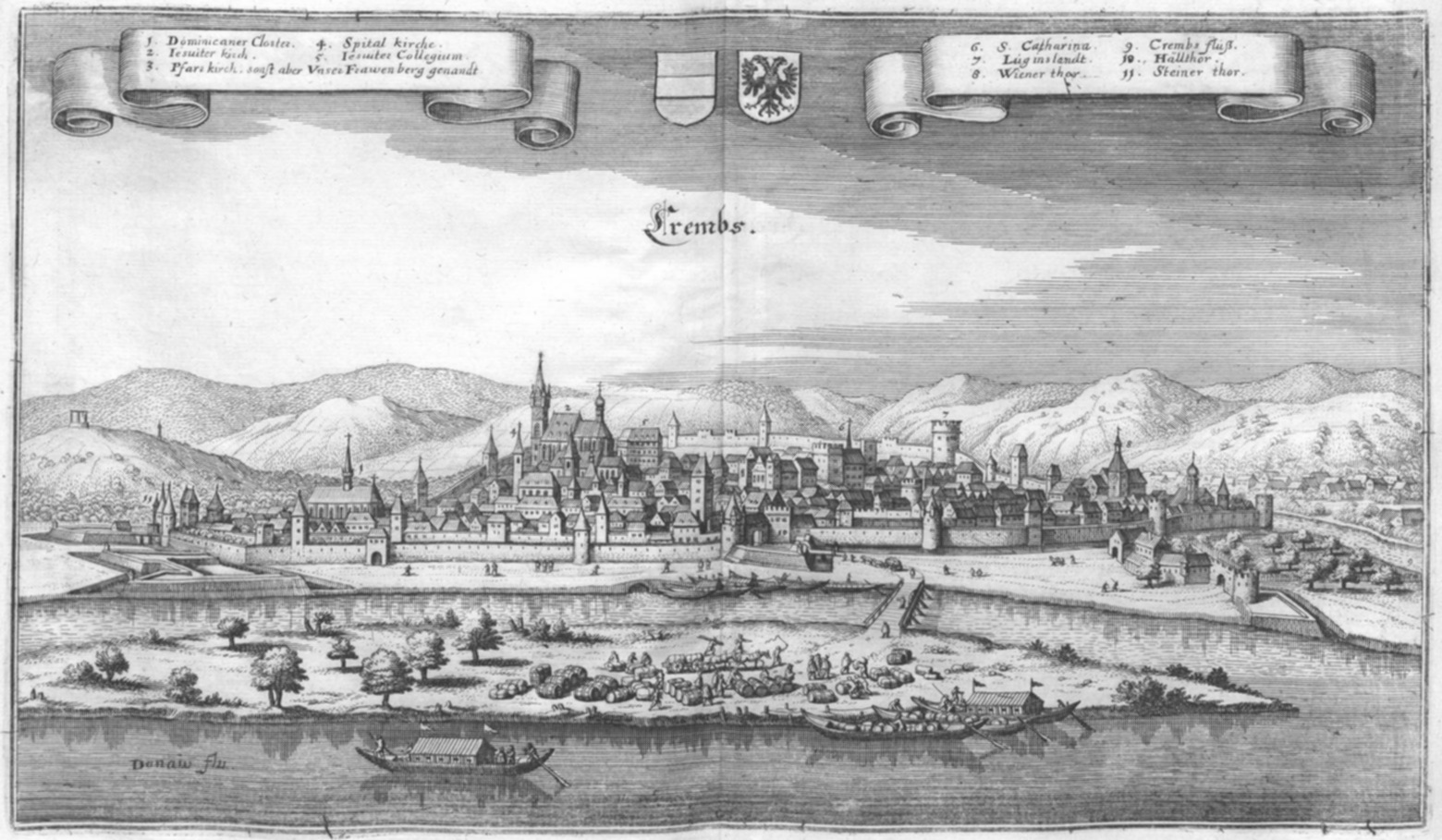
Miasto na rycinie z XVII wieku

We wczesnym średniowieczu, od VII wieku, obszar zamieszkiwali Słowianie. Miejscowość Krems po raz pierwszy wzmiankowano w 995, pod nazwą Chremis, jako gród obronny położony na wschodniej granicy Marchii Austriackiej, w sąsiedztwie Moraw. Od 1014 istniała tu parafia katolicka. W 1072 wzmiankowano sąsiadującą miejscowość Stein. W 1153 słynny średniowieczny geograf Al-Idrisi wymienił Krems jako jeden ze znaczących ośrodków regionu, obok Wiednia i Pasawy. Od XII wieku Krems i Stein rozwijały się wespół jako swoiste dwumiasto, głównie za sprawą handlu i uprawy winorośli. Od 1251 do 1276 znajdowały się pod panowaniem czeskiego króla Przemysła Ottokara II. Z 1305 pochodzi najstarszy zachowany dokument, poświadczający prawa miejskie. Krems i Stein posiadały odrębne mury obronne, jednakże były pod wspólnym zarządem – miały wspólne prawa miejskie, herb, pieczęć miejską i burmistrza. Z 1336 pochodzi najstarsza znana wzmianka o zamku w Stein. Od późnego średniowiecza miał miejsce rozkwit obu miast, powstawały późnogotyckie kościoły, kaplice oraz kamienice. W 1463 Fryderyk III Habsburg wydał zgodę na budowę mostu przez Dunaj, drugiego najstarszego mostu na tej rzece w Austrii. W 1485 Stein zostało zajęte przez Węgry, w których posiadaniu pozostawało do 1490. Ze Stein pochodziła Barbara Edelpeck, metresa króla Węgier Macieja Korwina, matka jego jedynego syna Jana Korwina.

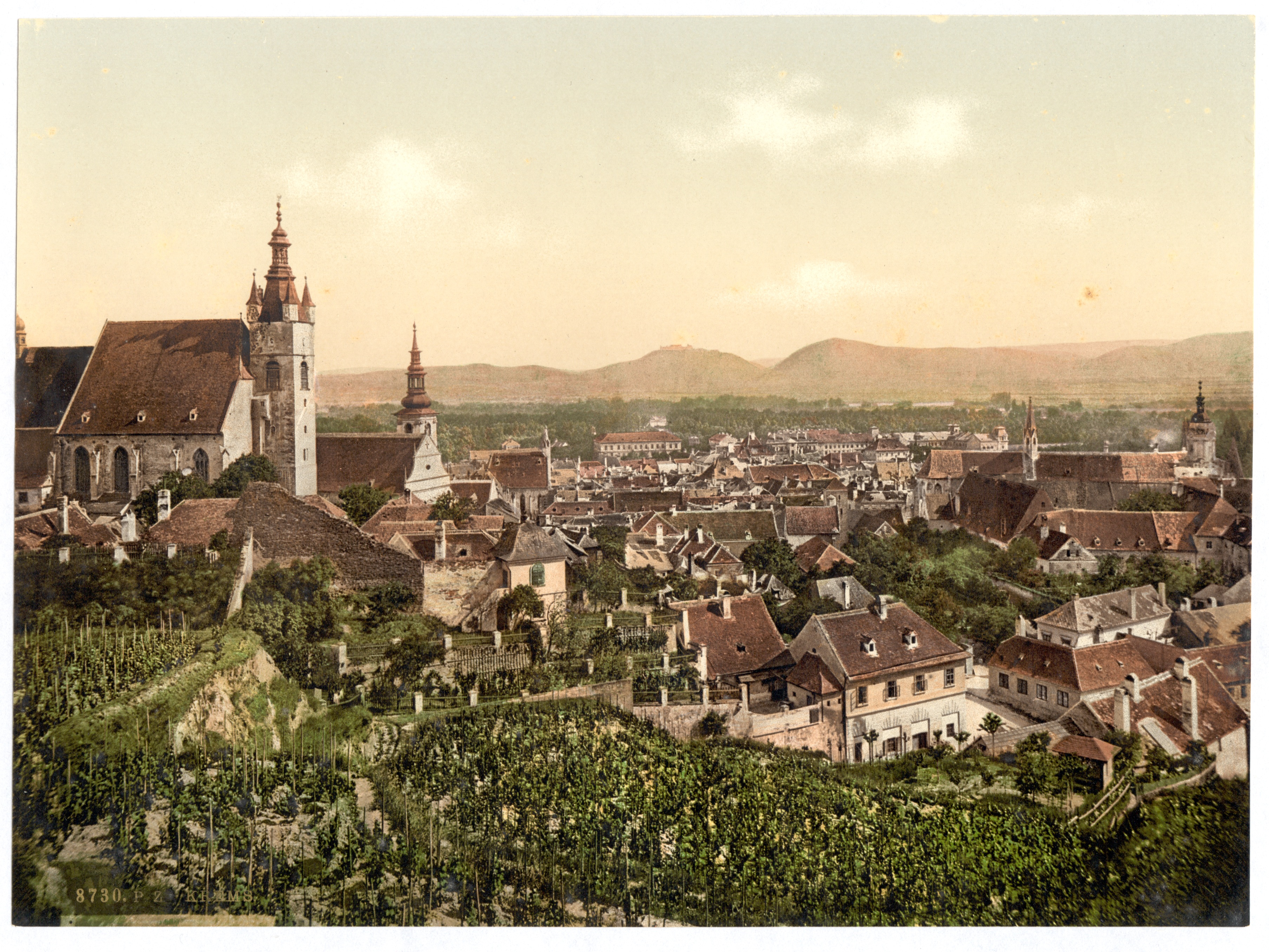
Panorama miasta z ok. 1900 roku

W XVI wieku Krems było ośrodkiem reformacji, jednak wskutek kontrreformacji stało się ponownie katolickie. W XVII wieku przyszło załamanie gospodarcze wskutek zmiany szlaków handlowych i utraty znaczenia handlu dunajskiego. Dodatkowo oba miasta znacząco ucierpiały w trakcie wojny trzydziestoletniej, gdy po rocznym oblężeniu zostały zdobyte przez Szwedów w 1645, a następnie zostały odbite przez Austriaków. Połowa domów została wówczas zniszczona.
Na mocy reformy z 1849 rozdzielono administracyjnie oba miasta. W okresie, gdy Polska znajdowała się pod zaborami, od 1850 komisarzem powiatowym w Krems był malarz Franciszek Ksawery Siemianowski, który, nie zaniedbując obowiązków służbowych, malował okoliczne widoki, w tym panoramę miasta. Odchodząc z urzędu otrzymał list z podziękowaniami podpisany przez licznych mieszkańców miasta.
Ponowne ożywienie i rozwój Krems przyszły w późnym XIX wieku. Rozebrano wówczas mury miejskie i większość bram miejskich, z wyjątkiem Steiner Tor. Po upadku Austro-Węgier miasto znalazło się w składzie Republiki Austrii.
W 1938 w wyniku Anschlussu zostało anektowane przez nazistowskie Niemcy, w których składzie pozostawało do końca II wojny światowej w 1945. Po aneksji Niemcy znacząco poszerzyli granice miasta Krems, w 1939 włączając do niego także Stein jako dzielnicę. 25 września 1939 w Gneixendorf utworzony został przejściowy obóz jeniecki Dulag Gneixendorf, w którym przetrzymywano polskich jeńców pojmanych podczas niemieckiej napaści na Polskę. 26 października 1939 został przekształcony w obóz jeniecki Stalag XVII B. Był to największy niemiecki obóz jeniecki w Austrii, przetrzymywano w nim jeńców polskich, francuskich, belgijskich, serbskich, brytyjskich, sowieckich, włoskich, amerykańskich, rumuńskich i słowackich. W ostatnich tygodniach wojny, 2 kwietnia 1945, przeprowadzony został nalot na Krems, jednakże udało się uniknąć znaczących strat w zabytkowej substancji miasta.
Od nazwy miasta pochodzi nazwa popularnej musztardy kremskiej.

## Zabytki
Posiada dwa stare miasta: Krems an der Donau i Stein an der Donau.
Krems an der Donau:
- gotycki kościół pw. św. Wita (St. Veit) pierwotnie z połowy XII w., obecna budowla ze schyłku XIII w., wystrój wnętrza głównie barokowy
- gotycki kościół pijarów (Piaristenkirche) z drugiej połowy XV w.
- klasztor dominikanów wraz z kościołem klasztornym z XIII w. w stylu gotyckim. Zachowały się gotyckie krużganki z jednej strony wirydarza. Obecnie kościół i klasztor nie pełni funkcji sakralnych, jest tam szkoła winiarska
- liczne kamienice mieszczańskie gotyckie, renesansowe i barokowe, w tym Großes Sgraffitohaus z XVI w. z zachowanymi sgraffiti oraz pałac Gozzo, z XIII w. przebudowany w renesansie (dodano wtedy m.in. loggię zachowaną do dziś)
- ratusz z XVI w.
- gotycka brama Steiner Tor, pozostałość średniowiecznych murów obronnych
- gotycki kościół szpitalny z XV w.
- kościół starokatolicki z XVII w.

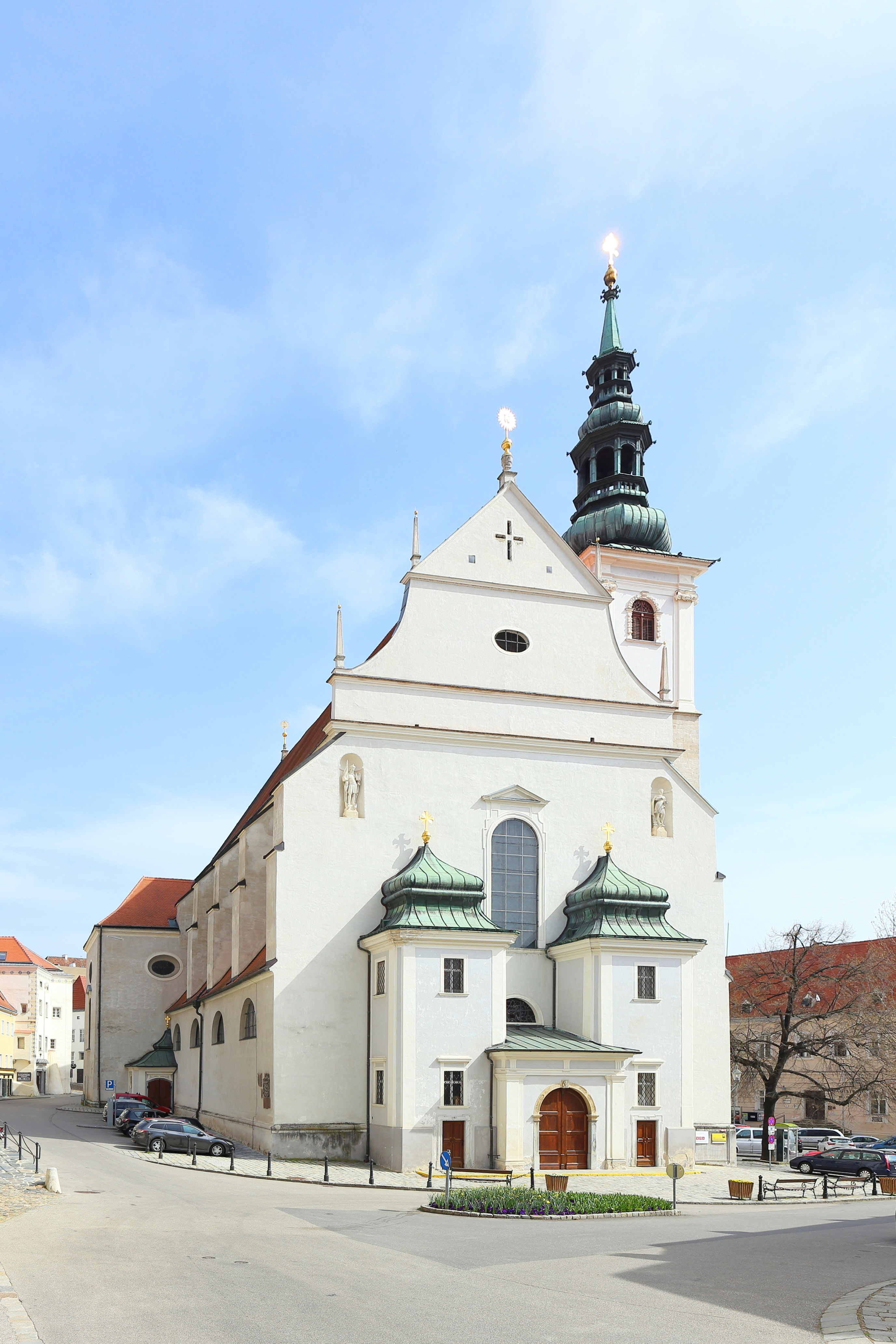
Kościół św. Wita
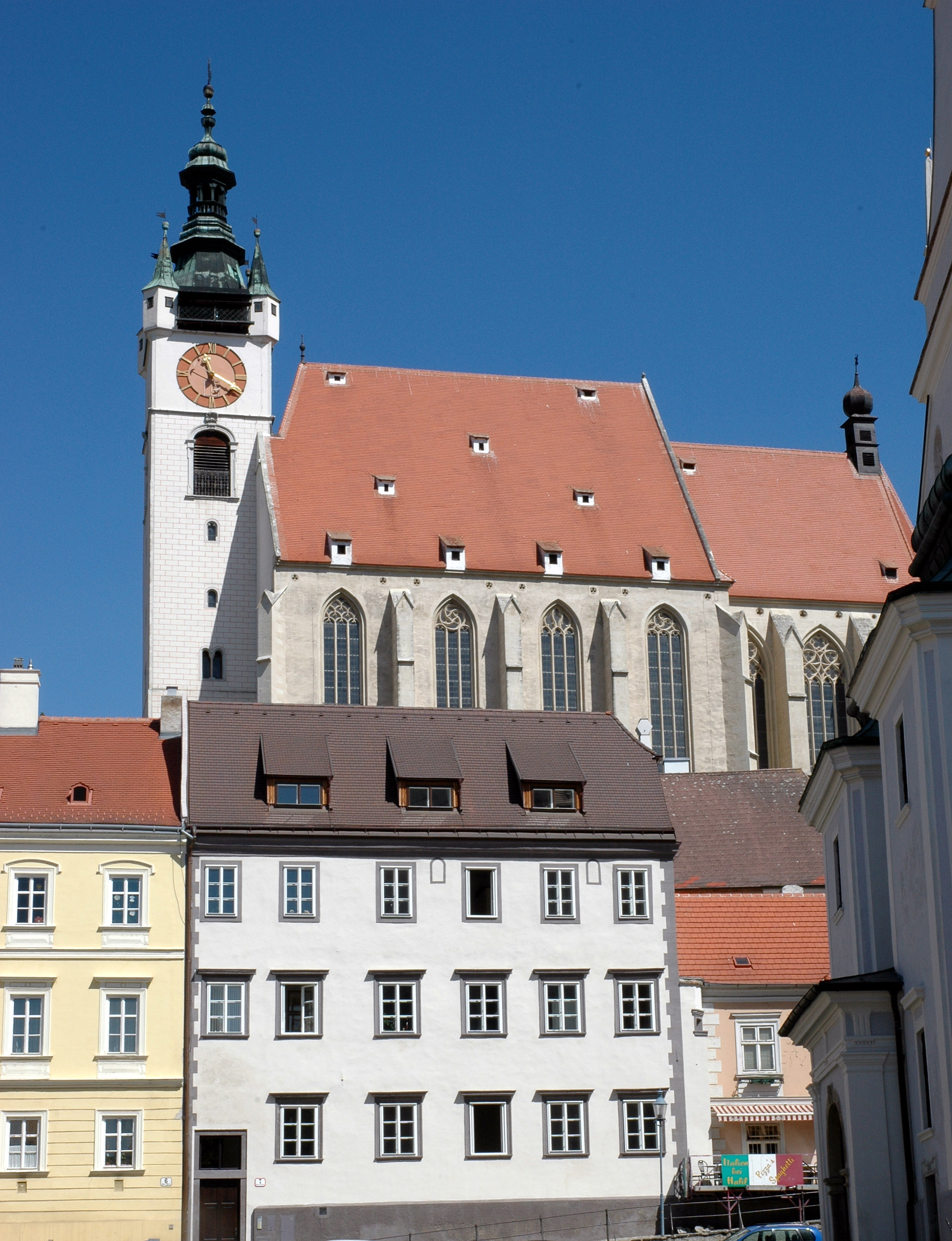
Kościół pijarów
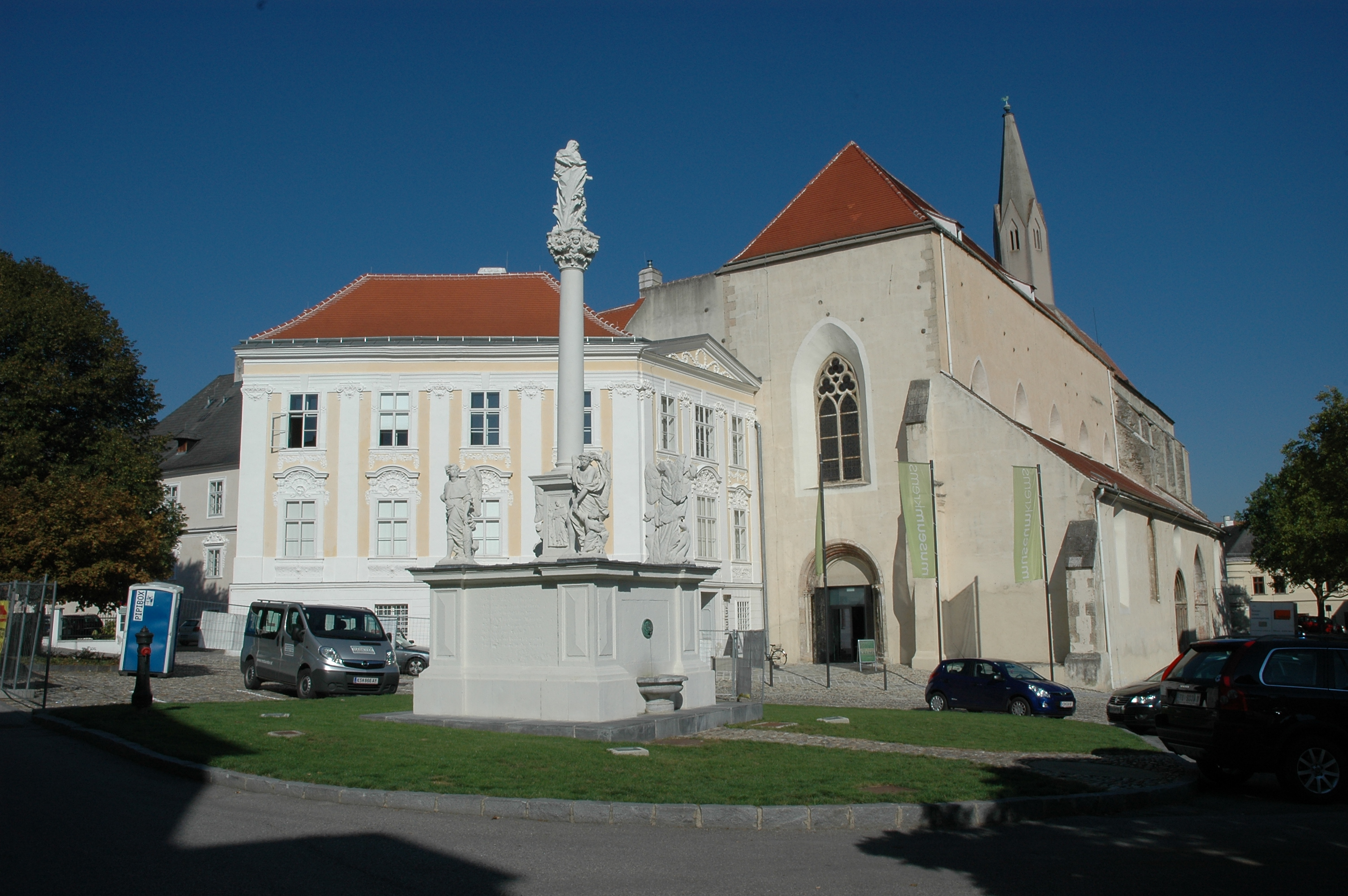
Kościół i klasztor dominikanów
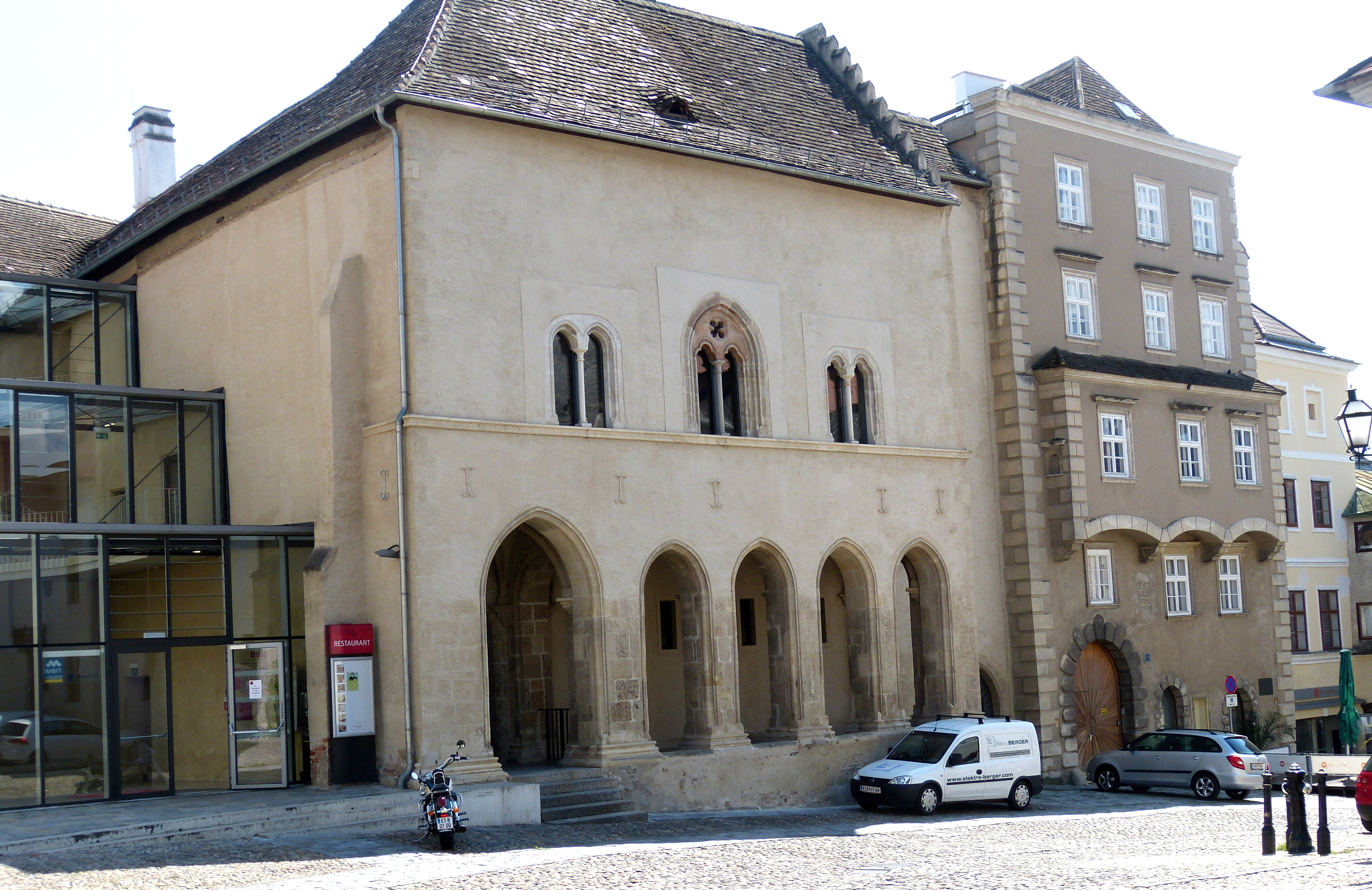
Pałac Gozzo
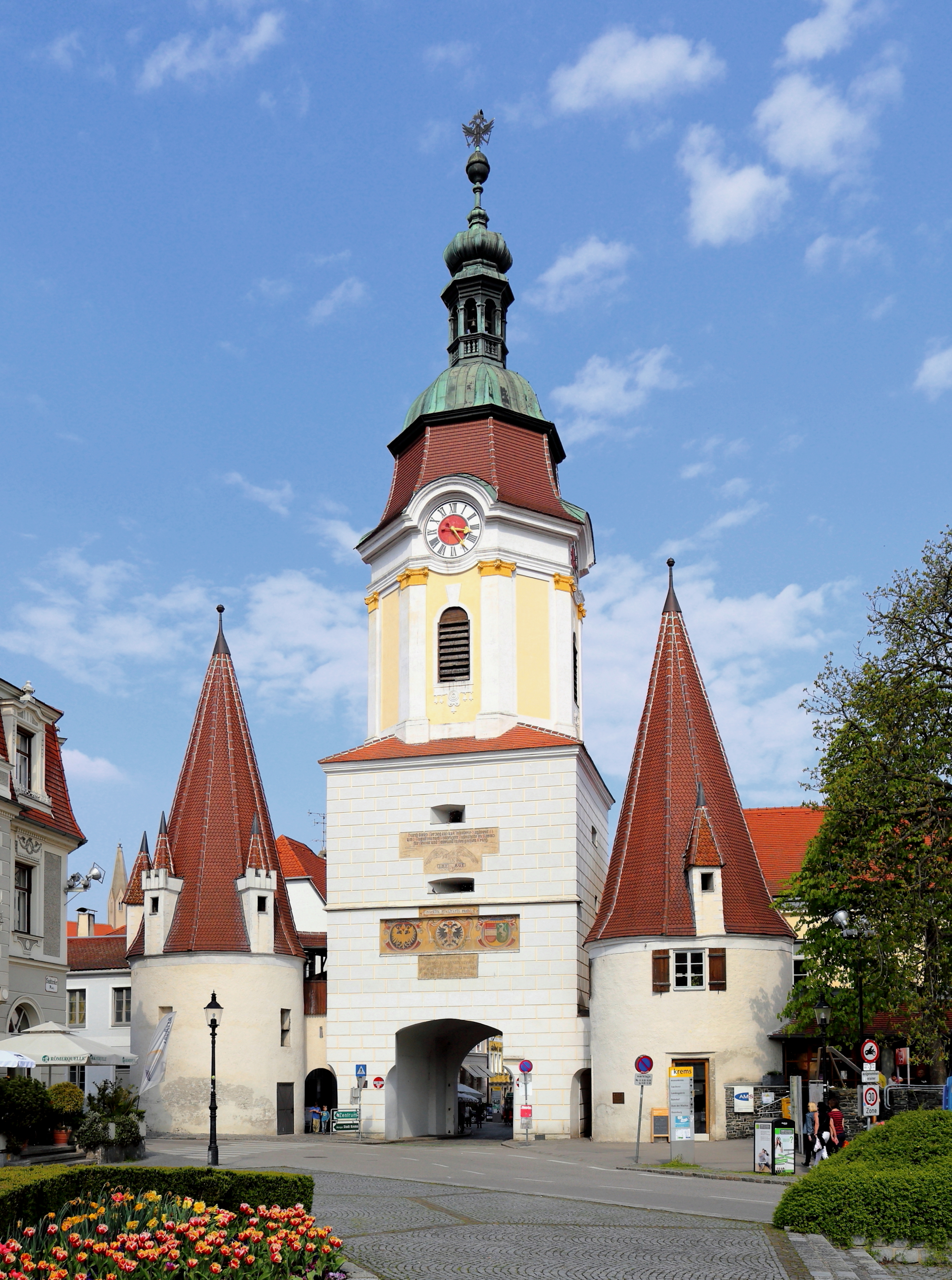
Steiner Tor
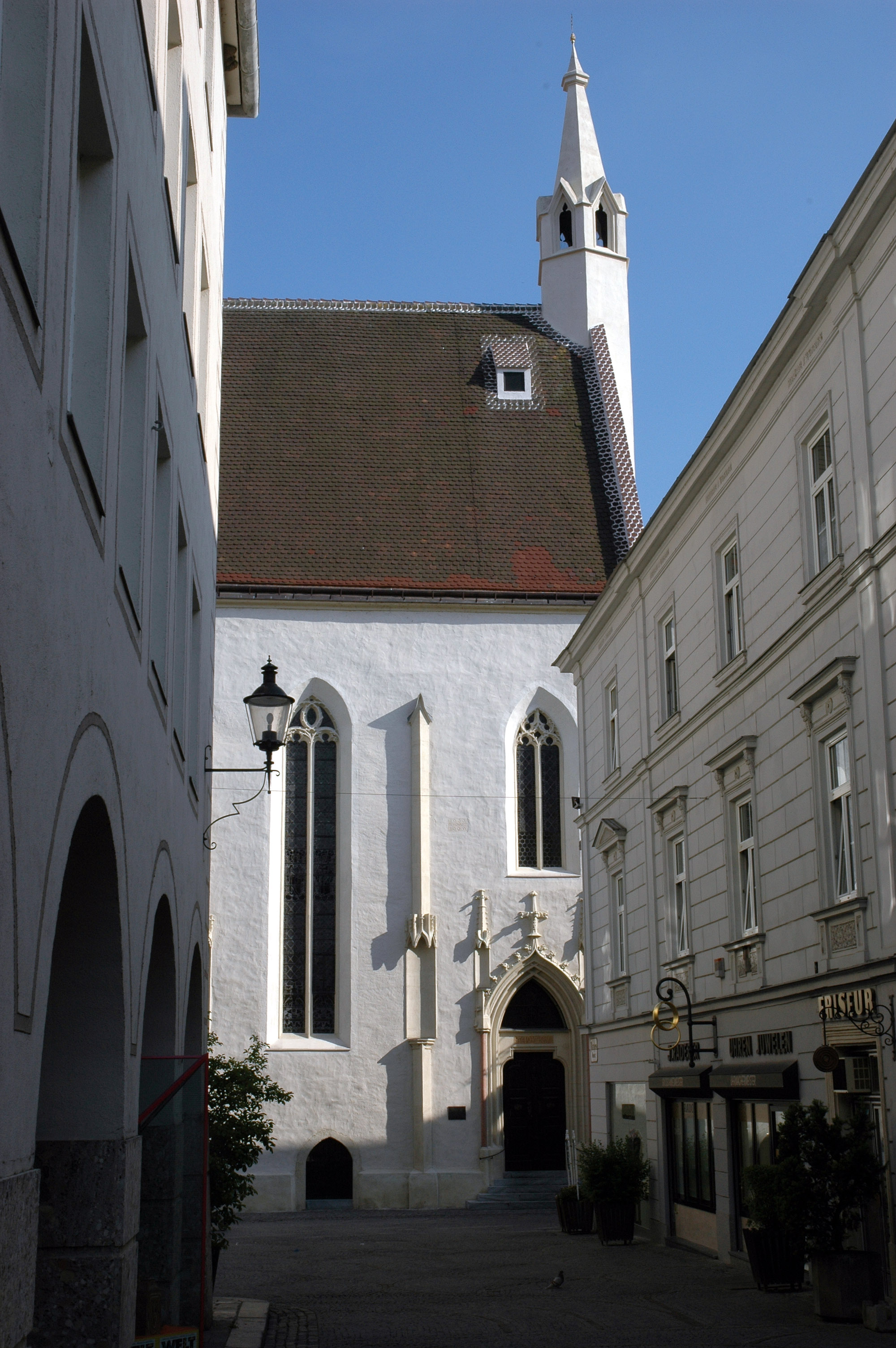
Kościół szpitalny

Stein an der Donau:
- romański kościół minorytów z 1264, obecnie sala ekspozycyjna
- gotycki kościół pw. św. Mikołaja (Hl. Nikolaus)
- gotycki kościół Frauenbergkirche
- liczne kamienice mieszczańskie gotyckie, renesansowe i barokowe i pałace, m.in. Großer Passauerhof z XIII w. z fasadą renesansową
- magazyny soli z XVI w.
- pokaźne fragmenty średniowiecznych fortyfikacji miejskich z bramami Linzer Tor i Kremser Tor

## Gospodarka
W mieście rozwinął się przemysł metalowy, chemiczny, drzewny, maszynowy, skórzany, winiarski oraz hutniczy.

## Transport

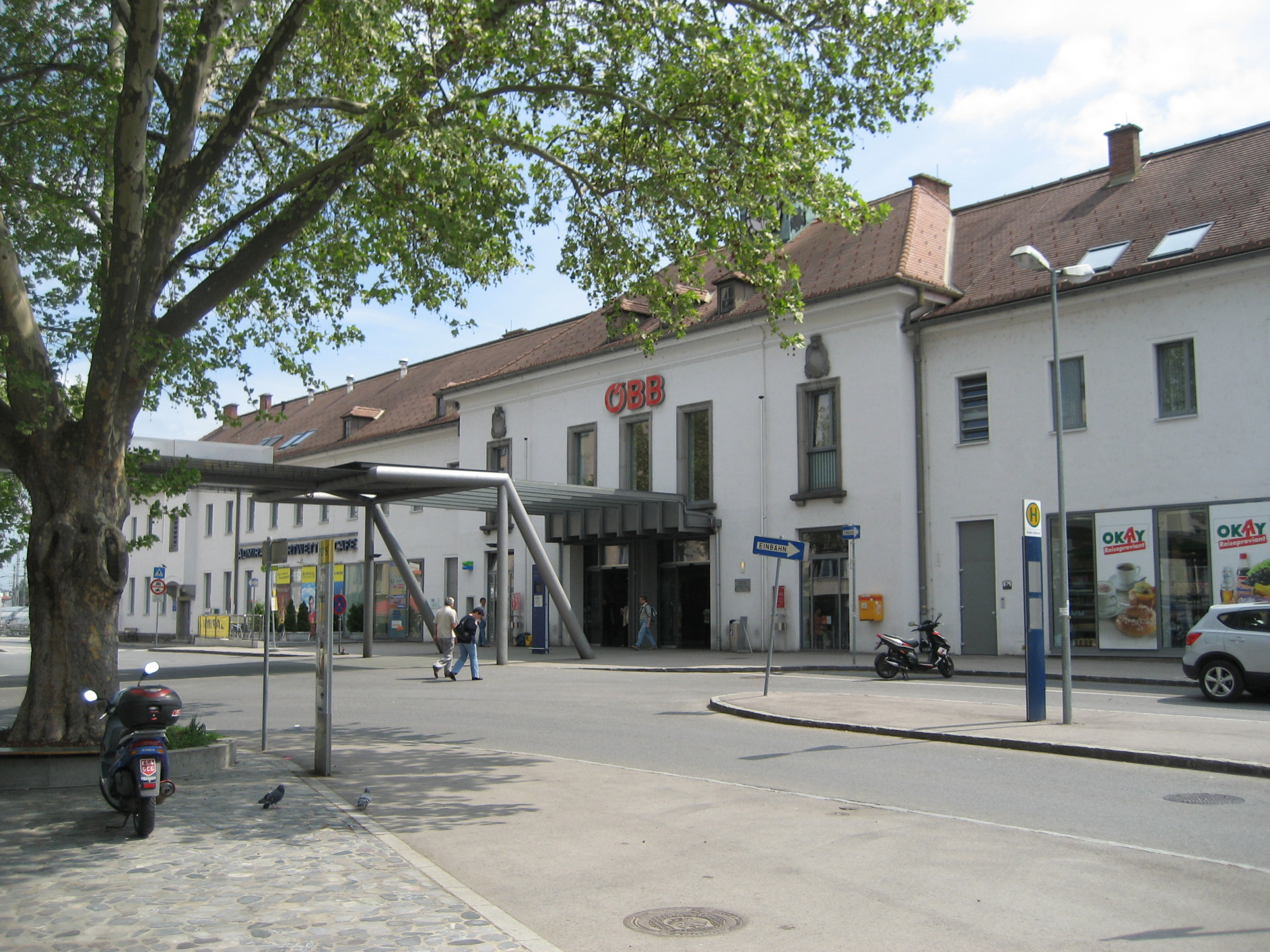
Dworzec kolejowy Krems an der Donau

W mieście znajduje się stacja kolejowa Krems an der Donau.

## Współpraca
Miejscowości partnerskie:
- Francja: Beaune
- Niemcy: Böblingen, Pasawa
- Stany Zjednoczone: Grapevine
- Czechy: Kromieryż
- Dania: Ribe